# Rejon sumski
Rejon sumski – jednostka administracyjna wchodząca w skład obwodu sumskiego Ukrainy.
Rejon utworzony w 1923, ma powierzchnię 1800 km² i liczy około 63 tysięcy mieszkańców. Siedzibą władz rejonu są Sumy.
Na terenie rejonu znajdują się 3 osiedlowe rady i 29 silskich rad, obejmujących w sumie 115 wsi i 8 osad.